# Малиновка (Путятинский район)
Мали́новка — деревня в Путятинском районе Рязанской области.

## История
Образована в 1837 году. В 1927 году деревня горела.
Деревня насчитывала 100 домов и имела начальную школу. Школу строили с 1927 по 1932 годы.
В Малиновке родился народный художник России Минкин Виктор Алексеевич.В период коллективизации был образован колхоз Победа.

## Население
| 2010 |
| ---- |
| 0    |

## Русская православная церковь
На территории деревни стояла часовня.